# Potres v Savinjski dolini (1982)
Potres v Savinjski dolini leta 1982 se je zgodil 3. julija ob 13. uri in 42 minut po svetovnem času. Prebivalcev Savinjske doline ni samo prestrašil, ampak je v Šempetru povzročil gmotno škodo. 
Vpliv potresa je zajel majhno območje s polmerom okoli 20 km oziroma okoli 1300 km² površine, med Velenjem na severu in Zagorjem na jugu, Vranskim na zahodu in Celjem na vzhodu. Imel je magnitudo 3,5, ker pa je bilo žarišče zelo plitvo, okoli 4 km globoko, so bili njegovi učinki na površini zelo veliki in so na območju Šempetra v Savinjski dolini dosegli med VI. in VII. stopnjo po EMS. Potresni sunek je spremljalo močno bobnenje, ki je značilno za potrese v Savinjski dolini.
Potresni sunek je gmotno škodo povzročil le v Šempetru, kjer je bilo poškodovanih okoli 170 zasebnih in okoli 20 družbenih zgradb.
Glavnemu potresu je sledilo več potresnih sunkov, ki so jih čutili večinoma le posamezniki v Šempetru.